# 柚木かなめ
柚木 かなめ（ゆずき かなめ）は、日本の女性声優。主にアダルトゲームに声をあてている。

## 出演
太字はメインキャラクター。

### アダルトアニメ
2003年
- 陰陽師〜妖艶絵巻〜（朱雀、滝万里子）
- 妹汁（小日向幸恵）

2004年
- Maple Colors 第一幕 Hな激闘編（神宮寺夢子）
- 戦乙女ヴァルキリー「あなたに全てを捧げます」第一夜「女神捕獲」（ローラ）

2005年
- 戦乙女ヴァルキリー「あなたに全てを捧げます」第二夜「女神隷属」（シスター）
- 輪奸学園（大風寺愛）
- フロントイノセント（アイネ）
- MILK・ジャンキー 姉妹編（房野文恵[1]）
- IMMORAL（河井愛美）

2006年
- 秘湯めぐり THE ANIMATION Rape.1「若女将、拉致る」（雪野ちとせ）
- 淫妖蟲 THE ANIMATION（香山水依）
- 義妹×2（九宮心音）
- 女系家族 〜淫謀〜（有宮千里）

2007年
- Grope 〜闇の中の小鳥たち〜（桃瀬吹雪）
- 初犬 The Animation（保健医）
- 淫堕の姫騎士ジャンヌ（ジャンヌ・グルノーブル）

2008年
- 少女セクト〜Innocent Lovers〜（内藤桃子[2]）
- 初犬2 The Animation ストレンジ・カインド オブ ウーマンズ〜again〜（保健医）
- カフェ・ジャンキー（南くるみ）

2009年
- 貴方だけこんばんわ（瑞智桃香）※第1弾、第2弾
- 陰陽師 妖かしの女神〜淫乱呪縛〜（朱雀[3]）
- ワルキューレ調教・ザーメンタンクの戦乙女10人姉妹（ジーグルーネ）
- 満淫電車 調書2 ヴァージンロードはザーメンまみれ、安全日確認ヨシ!（三輪遥香）

2010年
- 秘湯めぐり 隠れ湯（雪野ちとせ）
- 殻ノ少女（葉月杏子）
- 凌辱ファミレス調教メニュー（神崎紗耶香）
- 鬼父2（牧野晶）

2011年
- 輪罠〜白濁まみれの放課後〜（雨霧遥奈）
- Innocent Blue（尾崎祐美）

2012年
- Dark Blue（哀沢鈴香）

2013年
- かくしデレ2 妹チョコH（高岡美咲）
- 鬼父2 -REVENGE-（牧野晶）
- 真・秘湯めぐり JK若女将・伊織〜悔しげに羞じらい緩む身八つ口（雪野ちとせ）
- Chu（治癒）してあげちゃう〜押しかけお姉さんの性交恥療〜（橘貴美香）

2014年
- 鬼父 Rebuild Vol.3「小生意気な萌顔ほぃほぃ」（秋月華代子）
- 館〜官能奇譚〜（善桜寺綾女）

2015年
- 黒の教室（有栖川冴香）

### アダルトゲーム
2001年
- DOUBLE（神崎アリス、神崎サラ）

2002年
- STAIRS〜夏のちょっと前〜（宮代綾乃）
- CRAVE×10（御神永遠）
- neige+永遠の都（ネージュ）
- ギャップ☆P（菜月裕美）

2003年
- 鬼門妖異譚+DOUBLE（神崎アリス、神崎サラ）
- アイコン（リスティル、リト、ルルイエ）
- 愛してナイチンゲール（矢崎純、矢崎心、みるく）
- 月光に濡れる教室で、僕は。（矢崎良）
- いっぱいしましょ（北嶋萌菜）
- 華開〜あの娘はAV嬢〜（観咲つかさ）
- しおさいの悲鳴（絹塚あげは）
- Maple Colors（神宮寺夢子）

2004年
- IZUMO2（ヒミコ）
- KYRIE ブラッドロイヤル3（赤の次王 ロイ・ヘンリーク、エレナ・グレンジャー）
- 夕緋ノ向コウ側（諏訪静香）
- 学園投肛写真〜変態性癖の目覚め…〜（長田小梅）
- 下級生2（柴門たまき）
- VANQUISH（ティルト）

2005年
- AYAKASHI（花井のり子、アイカ）
- あやかしびと（新井美羽）
- い・い・な・り（野川美穂）
- School Days（西園寺世界）
- 羽くんの憂鬱（如月えり）
- ユメミルクスリ（白木あえか）

2006年
- Summer Days（西園寺世界）
- IZUMO2 -学園狂想曲-（ヒミコ）
- ウィズ アニバーサリィー（シャルロッテ＝カミル＝ハーリンガム）- 2作品
- AYAKASHI H
- PP-ピアニッシモ-〈操リ人形ノ輪舞〉（橘美華夏）

2007年
- うつりぎ七恋天気あめ（天矢鮎乃）
- キャラメルBOX やるきばこ2 エピソードV:やるきねこの逆襲（天矢鮎乃）
- 和み匣 Innocent Greyファンディスク（橘美華夏、看護婦）
- Clear -クリア-（市原瑞希、桜子の母）

2008年
- クロノベルト（新井美羽）
- リトルバスターズ! エクスタシー（西園美魚、西園美鳥）
- 殻ノ少女（葉月杏子、佐東歩）
- ほしうた（2008年 - 2009年、雨宮くらら）- 2作品
- あるすまぐな! -ARS:MAGNA-（六道玉藻）
- こなゆき ふるり〜柚子原町カーリング部〜（御堂伊織）
- 真・恋姫†無双 〜乙女繚乱☆三国志演義〜（公孫賛）
- 私は私のまま、誰にでも変われる（伊ノ崎ケイ、橘美華夏）

2009年
- 絶対★魔王〜ボクの胸キュン学園サーガ〜（木暮まりあ / マリア）
- クロウカシス 七憑キノ贄（七月摩夜）
- Distance -ディスタンス-（福間麗）
- PYGMALION（アーシャ・フォスター）

2010年
- あまあね（2010年 - 2011年、高階なつみ）- 2作品[一覧 1]
- 星空へ架かる橋（万千歌）
  - 星空へ架かる橋AA（2012年、万千歌[4]）
- Cross Days（西園寺世界）
- School Days HQ（西園寺世界）
- おキツネ様の恋するおまじない（秋葉由唯）
- 黄昏のシンセミア（岩永皐月）
- 究極幻想麻雀（リノア、ベアトリクス）
- 色に出でにけり わが恋は（春風朋音）
- Sugar+Spice2（天本風花）
- お姫様はぱんてられお（柊ふゆ）
- きゃん☆フェス！（藍草悠里[5]）
- 真・恋姫†無双 〜萌将伝〜（公孫賛[6]）

2011年
- 神咒神威神楽（玖錠紫織[7]）
- 黙って私のムコになれ!（桐村佑里恵）
- ラブラブル 〜lover able〜 / 同棲ラブラブル（2011年 - 2012年、三枝奈々子）- 2作品
- しゅ〜てぃんぐ妹スター☆〜おにいちゃん、覚悟しててよね♪〜（春夏秋冬遥）
- 未来ノスタルジア（工藤野乃）
- ジンコウガクエン（静）
- ネこグリ。〜ネクラと恋のグリモワァル〜（堂島さゆ[8]）
- あっぱれ!天下御免（2011年 - 2012年、子住結花[9][10]）- 2作品[一覧 2]
- 正しき姫初め（伏姫[11]）

2012年
- 恋めくりクローバー（2012年 - 2013年、月館絵里[12]）- 2作品[一覧 3]
- 真剣で私に恋しなさい!S（橘天衣[13]）
- SHINY DAYS（西園寺世界）
- 黄昏の先にのぽる明日 -あっぷりけFanDisc-（天野深弥[14]、岩永皐月[15]）

2013年
- 虚ノ少女（佐東歩、葉月杏子）
- 真剣で私に恋しなさい!（2013年 - 2016年）
  - 真剣で私に恋しなさい!A-1 - 4（2013年 - 2014、橘天衣）- 4作品
  - 真剣で私に恋しなさい!A-5（2016年、橘天衣）
- Electro Arms -Realize Digital Dimension-（レオナ・K・バーンズ）

2014年
- 英雄*戦姫GOLD（クレオパトラ）
- メルトピア（ラビット・ホワイト）

2015年
- 姉小路直子と銀色の死神（ミハル師匠）

2016年
- Strip Battle Days 2（西園寺世界）
- 恋姫†夢想〜英雄烈伝〜（公孫賛）
- 真・恋姫†夢想〜天下統一伝〜（公孫賛）
- 真・恋姫†英雄譚（2016年 - 2023年）- 3作品
  - 123+PLUS 〜乙女艶乱☆三国志演義〜（2016年、公孫賛[16]）
  - 4 〜乙女耀乱☆三国志演義［呉］〜（2022年、公孫賛[17]）
  - 5 ～乙女耀乱☆三国志演義［魏］～（2023年、公孫賛）
- DRAGON MAHJONGG Evolution（リーネ、エステラ、女賢者）

2017年
- 真・恋姫†夢想-革命-（2017年 - 2019年）- 3作品
  - 蒼天の覇王（2017年、公孫賛）
  - 孫呉の血脈（2018年、公孫賛）
  - 劉旗の大望（2019年、公孫賛[18]）
- みなとカーニバルFD（ミハル師匠、橘天衣）

2018年
- えろぼいす！ Hなボイスでいちゃラブサクセス♪（鬼首円）

2019年
- あにまる☆ぱにっく（水奈月瑠音[19]）
- 殻ノ少女《FULL VOICE HD SIZE EDITION》（葉月杏子、佐東歩）

2020年
- 天ノ少女（佐東歩[20]、葉月杏子[21]）

### 一般向けゲーム
- Maple Colors 〜決戦は学園祭!〜（2005年、神宮寺夢子）
- IZUMO2 猛き剣の閃記（2006年、ヒミコ）
  - IZUMO2 -学園狂想曲- ダブルタクト（2008年、ヒミコ）
- あやかしびと -幻妖異聞録-（2006年、新井美羽）
- 黄昏のシンセミア portable（2013年、岩永皐月）

### ドラマCD
2006年
- School Days Drama CD Little Promise（西園寺世界）
- 私は私のまま、誰にでも変われる キャラクターCD Vol.1、5、6（2006年 - 2008年、伊ノ崎ケイ）

2008年
- 放課後奴隷倶楽部（氷川恭子）※漫画『LUST TRAIN』初回限定版付きドラマCD
- 殻ノ少女 オリジナルドラマCD 第一 - 三巻（2008年 - 2009年、葉月杏子、佐東歩）

2009年
- PYGMALION オリジナルボイスドラマCD（アーシャ・フォスター）
- あまあね ボイスドラマ+PeasSoft サウンドトラック（高階なつみ）
- 星空へ架かる橋 プレドラマCD（万千歌）
- あきそら（友崎ひとみ）[注 1]

2010年
- 姉として! ドラマCD付特装版（ユキの姉）

2011年
- ライバルは義理の妹!?〜玲央奈お義姉さまの悪戦苦闘な一日〜（桐村佑里恵[22]）

2012年
- 新 職業・殺し屋。斬 ZAN（1）/（2）絶叫劇/悶絶劇CD付き初回限定版（蟷螂 / 鞍馬めぐみ）

2013年
- 恋めくりクローバー「突撃!まひるのおにーちゃんねる!」（月館絵里）
- Heavenly オーディオドラマDVD付き 特別付録（主人公女）

2014年
- Yummy! オーディオドラマDVD付き「A WITCH IN LOVE」（新堂）

### ラジオ
※はインターネット配信。
- Radio Cross Days（2009年 - 2010年、ランティスウェブラジオ※）
- 星空へ架かるラジオ（2009年 - 2010年、音泉※）

### ラジオCD
- ＜音泉＞スペシャルCD 2009夏、冬（2009年8月、12月）
- ラジオCD「ラジオ リトルバスターズ! ナツメブラザーズ!(21)」Vol.4、7、9、14（2010年 - 2012年）
- Radio"Cross Days" CD Vol.1、2（2010年）
- ＜音泉＞スペシャルCD 2010夏（2010年8月13日）
- ラジオCD「ほめられてのびるらじおZ 未来ノスタルジア特別編」（2011年9月2日）
- ラジオCD『ほめられてのびるらじおZ』Vol.1、11、13、22、23、26（2011年 - 2017年）
- ほめられてのびるらじおZ Presents「ほめらじんろう」（2015年12月29日）
- ほめられてのびるらじおZ Presents「ほめらじんろうvol.2」（2016年12月29日）

### ラジオ音声DVD
- 祝・<音泉>10周年 輝け!オールスターゲーム声優大集合スペシャル〜今夜は寝かさnight〜（2014年8月15日）
- 第6回輝け! オールスターゲーム声優大集合スペシャル 〜イクZE☆世界イク上2019で「イクーーーーーーーー!!」（2019年）

## ディスコグラフィ

### キャラクターソング
| 発売日        | 商品名                                                         | 歌                                                                   | 楽曲                                | 備考                                                                                   |
| ------------- | -------------------------------------------------------------- | -------------------------------------------------------------------- | ----------------------------------- | -------------------------------------------------------------------------------------- |
| 2008年2月29日 | 私は私のまま、誰にでも変われる キャラクターCD Vol.6 伊ノ崎ケイ | 伊ノ崎ケイ（柚木かなめ）                                             | 「Let's!お股おっびろげーしょん♪」   | PCゲーム『私は私のまま、誰にでも変われる』関連曲                                       |
| 2011年        | -                                                              | 春夏秋冬遥（柚木かなめ）                                             | 「世界妹会議はじめますっ!!」        | PCゲーム『しゅ〜てぃんぐ妹スター☆〜おにいちゃん、覚悟しててよね♪〜』オープニングテーマ |
| 2016年5月27日 | 真剣で私に恋しなさい!A-5 ボーカルCD                            | 源義経（奈取うさ）、マルギッテ（かわしまりの）、橘天衣（柚木かなめ） | 「恋のAは真剣勝負 Lv.A-5」          | PCゲーム『真剣で私に恋しなさい!A-5』オープニングテーマ                                 |
| 2016年5月27日 | 真剣で私に恋しなさい!A-5 ボーカルCD                            | 橘天衣（柚木かなめ）                                                 | 「恋のAは真剣勝負 Lv.A-5 天衣ver.」 | PCゲーム『真剣で私に恋しなさい!A-5』橘天衣ルートエンディングテーマ                     |

### 歌手参加楽曲
| 発売日        | 商品名                                                   | 歌         | 楽曲             | 備考                                                                  |
| ------------- | -------------------------------------------------------- | ---------- | ---------------- | --------------------------------------------------------------------- |
| 2008年5月23日 | こなゆき ふるり〜柚子原町カーリング部〜 サウンドトラック | 柚木かなめ | 「Snow Jewelry」 | PCゲーム『こなゆき ふるり〜柚子原町カーリング部〜』エンディングテーマ |